# Заризь (река)
Заризь — река в России, течёт по территории Ярского и Глазовского районов Удмуртии, правый приток Люма.
Протекает по Верхнекамской возвышенности. Берёт начало на высоте 230 м над уровнем моря северо-восточнее урочища Заризиль. От истока течёт преимущественно на юг в среднем течении — на юго-восток в нижнем — на восток. Впадает в Люм на высоте 147 м над уровнем моря. Имеет несколько мелких притоков.
На реке расположена деревня Заризь, возле бывшей деревни Комарово через реку построен мост.

## Этимология
Топоним «Заризь» происходит от «зари» — «наледь» и «из» — «камень/каменный». То есть каменистая река в наледях, промерзаемая зимой.